# Thasus (hémiptère)
Pour les articles homonymes, voir Thasus.
Genre
Thasus est un genre de punaises de grande taille de la famille des Coreidae. Les différentes espèces de ce genre sont originaires du Mexique.

## Liste des espèces
Selon ITIS (12 mars 2012) & Catalogue of Life (12 mars 2012) :
- Thasus acutangulus (Stål, 1859)
- Thasus carchinus Brailovsky & Barrera in Brailovsky, Schaefer, Barrera & Packauskas, 1995
- Thasus gigas (Klug, 1835)
- Thasus heteropus (Latreille, 1811)
- Thasus luteolus Brailovsky & Barrera in Brailovsky, Schaefer, Barrera & Packauskas, 1995
- Thasus neocalifornicus Brailovsky & Barrera in Brailovsky, Schaefer, Barrera & Packauskas, 1995
- Thasus odonnellae Schaefer & Packauskas in Brailovsky, Schaefer, Barrera & Packauskas, 1995
- Thasus rutilus Brailovsky & Barrera in Brailovsky, Schaefer, Barrera & Packauskas, 1995

## Galerie

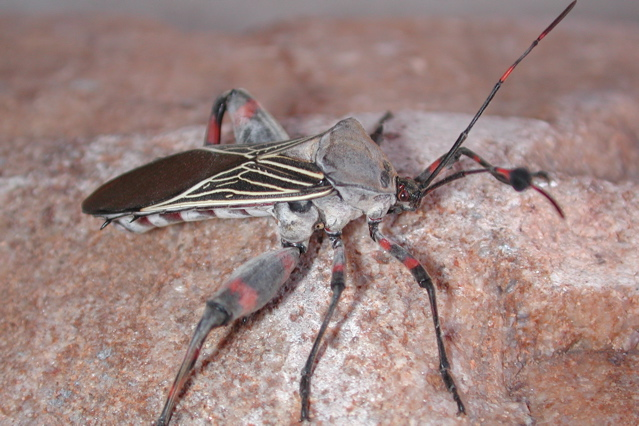
Thasus neocalifornicus des montagnes de l'Arizona et du Nouveau-Mexique.
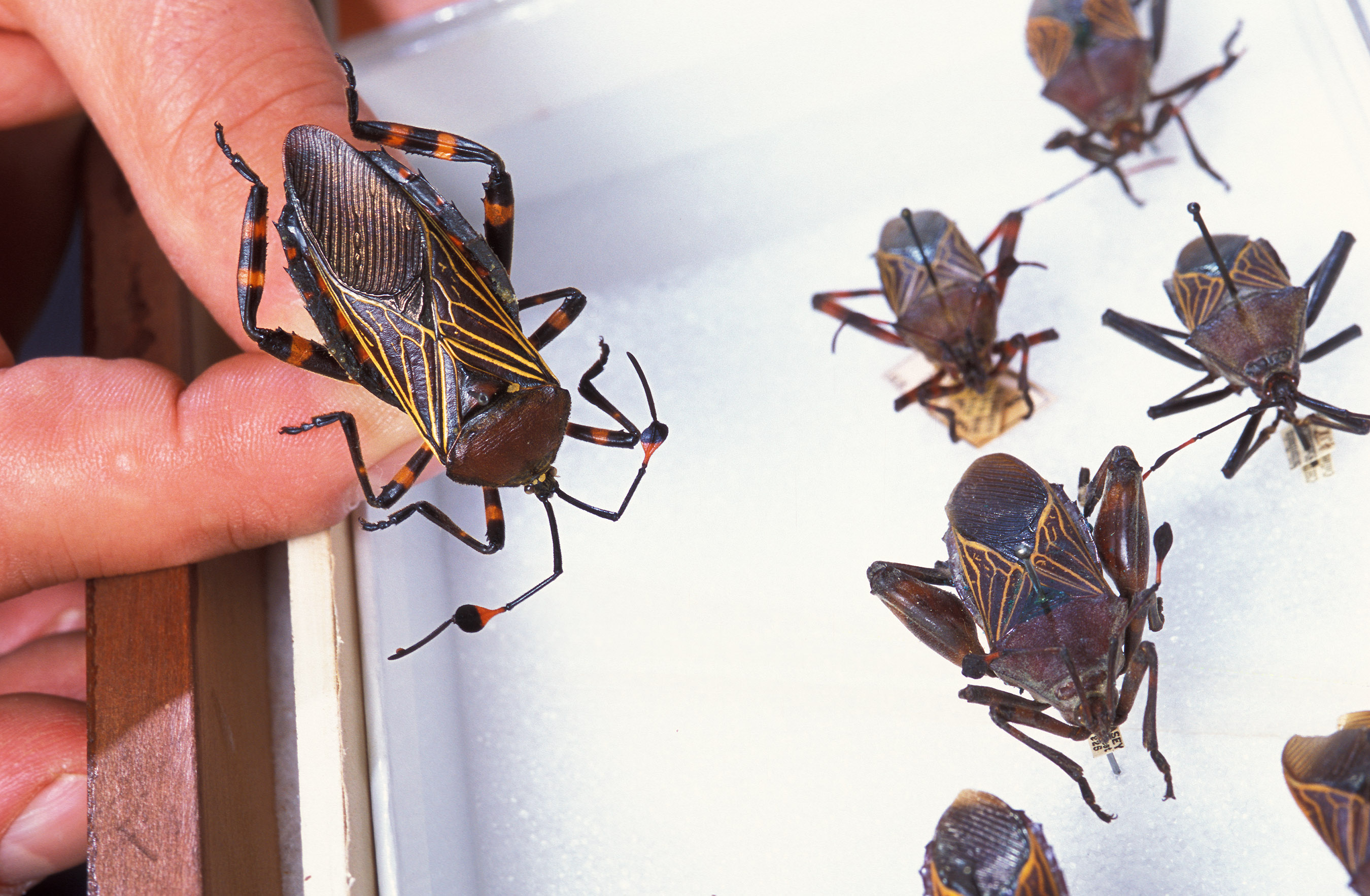
Thasus gigas.